# Liên Mạc, Mê Linh
Liên Mạc là một xã thuộc huyện Mê Linh, thành phố Hà Nội, Việt Nam.

## Địa lý
Xã Liên Mạc gồm 3 thôn là Bồng Mạc, Yên Mạc và Xa Mạc. Theo tiếng Hán, Liên trong từ Liên Mạc có nghĩa là "nối tiếp", "liên tiếp nhau"; Mạc là "xứ", là "mảnh đất", "vùng đất". Theo địa lý, 3 thôn được này cũng được nối liền, liên tiếp nhau như ba phần cơ thể của một con ngựa. Người dân trong Xã thường ví Xa Mạc như phần đầu ngựa (do phần đất thôn này phía Bắc, cao nhất), thôn này giáp với xã Tiến thịnh,xã Vạn Yên,xã Tự Lập. Trong khi thôn Yên Mạc như phần yên ngựa (thôn Yên Mạc nằm ở giữa, thấp và trũng nhất trong 3 thôn, lại có nhiều ao hồ), thôn Yên Mạc giáp với xã Chu Phan. Cuối cùng là thôn Bồng Mạc được ví như phần hông, đuôi ngựa (Thôn Bồng Mạc) nằm hướng Nam, giáp với 3 xã khác là Tam Đồng, Thạch Đà và Chu Phan.

## Kinh tế
Xã Liên Mạc là xã được thành phố Hà Nội chọn làm điểm xây dựng nông thôn mới giai đoạn 2012 đã đạt hoàn thành 19/19 tiêu chí.Cơ cấu kinh tế chủ yếu là nông nghiệp với nghề trồng lúa nước lâu đời, nhưng trong những năm gần đây kinh tế Liên Mạc đã có bước chuyển mình đáng khích lệ. Đặc biệt là hai thôn Bồng Mạc và Xa mạc, đời sống người dân ngày càng được nâng cao, 100% số hộ có xe gắn máy,nhiều hộ gia đình có xe ô tô con, xe tải nhiều gia đình đầu tư máy cày, máy bừa, máy gặt lúa phục vụ nhân dân địa phương 70% hộ gia đình có tủ lạnh, máy giặt, máy lọc nước... phục vụ cho sinh hoạt. Các ngôi nhà cao tầng mọc lên ngày càng nhiều, sau khi xát nhập vào Hà Nội (1/8/2008) hầu hết các cơ sở như trạm y tế xã, trường tiểu học, trường mầm non và hệ thống giao thông liên xã được xây mới và cải tạo lại khang trang, sạch đẹp. Tuy nhiên, song song với quá trình đi lên về kinh tế nổi cộn lên các vấn đề về ô nhiễm môi trường và tệ nạn xã hội ngày càng gia tăng.
Liên Mạc là một trong những xã có mật độ chăn nuôi cao, tính đến 12/2012, tổng số đầu lợn trong Xã khoảng 3.000 con, gia cầm 26.000 con, bò 500 con, trong khi toàn Xã có 3.230 hộ, trong đó có 2.000 hộ (chiếm 80%) chăn nuôi lợn quy mô nhỏ, trung bình (10- 20 con/lứa), gia cầm chăn nuôi theo hình thức nhỏ lẻ nằm xen kẽ trong khu dân cư, chăn nuôi đại gia súc (trâu bò) theo phương thức chăn thả trên đồng ruộng và tận dụng. Tổng đàn gia súc, gia cầm gia tăng mạnh mẽ trong những năm gần đây do nhu cầu của thị trường tăng và kỹ thuật chăn nuôi của người dân trong Xã đã được nâng cao.
Tuy nhiên, vấn đề ô nhiễm môi trường do chăn nuôi gây ra đang là một thách thức lớn đối với chính quyền Xã và người chăn nuôi nơi đây. Ô nhiễm mùi do chăn nuôi lợn có thể thấy ở nhiều Thôn, Xóm trong làng. Nguyên nhân, một mặt do người dân xả thải trực tiếp chất thải chăn nuôi ra môi trường, mặt khác chính quyền Xã, Thôn, Xóm chưa có các quy chế, quy định phù hợp về quản lý nguồn chất thải, nước thải chăn nuôi. Hơn thế nữa, người chăn nuôi vốn chỉ tập trung đến năng suất chăn nuôi mà chưa quan tâm tới quản lý, sử dụng nguồn chất thải chăn nuôi hợp lý. Trong khi, ý thức người dân, hiểu biết về ảnh hưởng của môi trường còn chưa phù hợp.

## Văn hóa
Trong xã hiện có 3 ngôi đình và 3 ngôi chùa đều đã được cấp bằng di tích lịch sử văn hóa cấp quốc gia,cấp tỉnh.Trong xã 3 thôn đều có nhà văn hóa khang trang, 09 xóm có nhà văn hóa riêng nguồn vốn xây dựng do nhân dân đóng góp.Toàn xã có bảy trường học trong đó mỗi thôn có một điểm trường mầm non, -Thôn Yên mạc có hai trường THCS Liên Mạc A và trường tiểu học Liên Mạc A,-Thôn Bồng Mạc có hai trường THCS Liên Mạc B,Trường tiểu học Liên Mạc B và một trường cấp 3 Yên Lãng.